# Jérôme Descamps
Jérôme Descamps (* 5. Mai 1973) ist ein französischer Jazz-und Improvisationsmusiker (Posaune, auch Cello, Komposition).

## Leben und Wirken
Descamps, der aus Nordfrankreich stammt, begann seine Karriere als klassischer Posaunist in Sinfonieorchestern, bevor er improvisierte Musik, Free Jazz und zeitgenössische Musik für sich entdeckte. Er verbrachte zwei Jahre in verschiedenen Formationen von A.R.F.I. (einem Musikerkollektiv in Lyon) mit Jean-Luc Cappozzo, Alain Gibert, Patrick Charbonnier, Maurice Merle und Jean Bolcato.
1999 zog Deschamps nach Tahiti, wo er seitdem am Konservatorium von Französisch-Polynesien in Papeete Posaune unterrichtet. Es folgten Kooperationen mit Musikern wie Elton Dean, Paul Rutherford, AYO, im Quartett Sakay (Christian Pruvost, Peter Orins und Nicolas Mahieux), mit La Marmite Infernale, Trio Bomonstre, und dem Duo Te Ti’ama mit Christelle Sery und einem Duo mit seinem Sohn Oscar Descamps. Als Posaunist legte er zudem mehrere Soloproduktionen auf Tonträger wie Un Éphémère vor, zuletzt Tahitian Postcards (2025).
Nach Ansicht von Jan Granlie ist er hingegen in erster Linie als Cellist tätig, spielt aber auch Posaune. Parallel zu seinem Cellospiel entwickelte er im Rahmen seines Duetts mit Christine Vinolo das musikalische Projekt Les Comptineurs de Tahiti, mit dem neun Alben erschienen und er regelmäßig für Kinder, Neugeborene und Frühgeborene in Krankenhäusern auf Tahiti spielt.
Im Bereich des Jazz war er laut Tom Lord zwischen 1972 und 2023 an Aufnahmesessions beteiligt.

## Diskographische Hinweise
- SAKAY: Antipodes (Circum-Disc, 2015)
- Tahitian Postcards (solo)
- Christelle Séry / Jérôme Descamps: Te Ti’amā (2024)
- Jérôme Descamps - Oscar Descamps: Deschamps & Descamps (Aut Records, 2024)
- Victoria Jordanova / Jérôme Descamps: A Second Orb (2025)[1]